# Arlindo Rocha
Arlindo Rocha, de nome completo Arlindo Gonçalves da Rocha (Porto, 23 de Setembro de 1921 — 1999), foi um escultor português, pioneiro da escultura abstrata [en] no país, como uma das personalidades mais influentes do movimento que emancipou a escultura da sua vocação estatuária, podendo considerar-se ao lado de Jorge Vieira, Manuel Pereira da Silva e Fernando Fernandes.
Foi um dos membros do Grupo portuense "Independentes" (década de 1940).
Foi premiado com uma medalha de prata na Exposição Universal de 1958 em Bruxelas, com o Prémio do Salão dos Novíssimos, de (1959).

## Educação
Formou-se em Escultura, na Escola Superior de Belas-Artes do Porto, em  1945. 
Em 1953, obteve uma bolsa do Instituto de Alta Cultura, para Itália e, em 1959, uma bolsa da BCG para o Egipto e a Grécia e visita os principais Museus da Europa. 

## Obras seleccionadas
- Mulher e Árvore (1948).
- Ciência (1961).

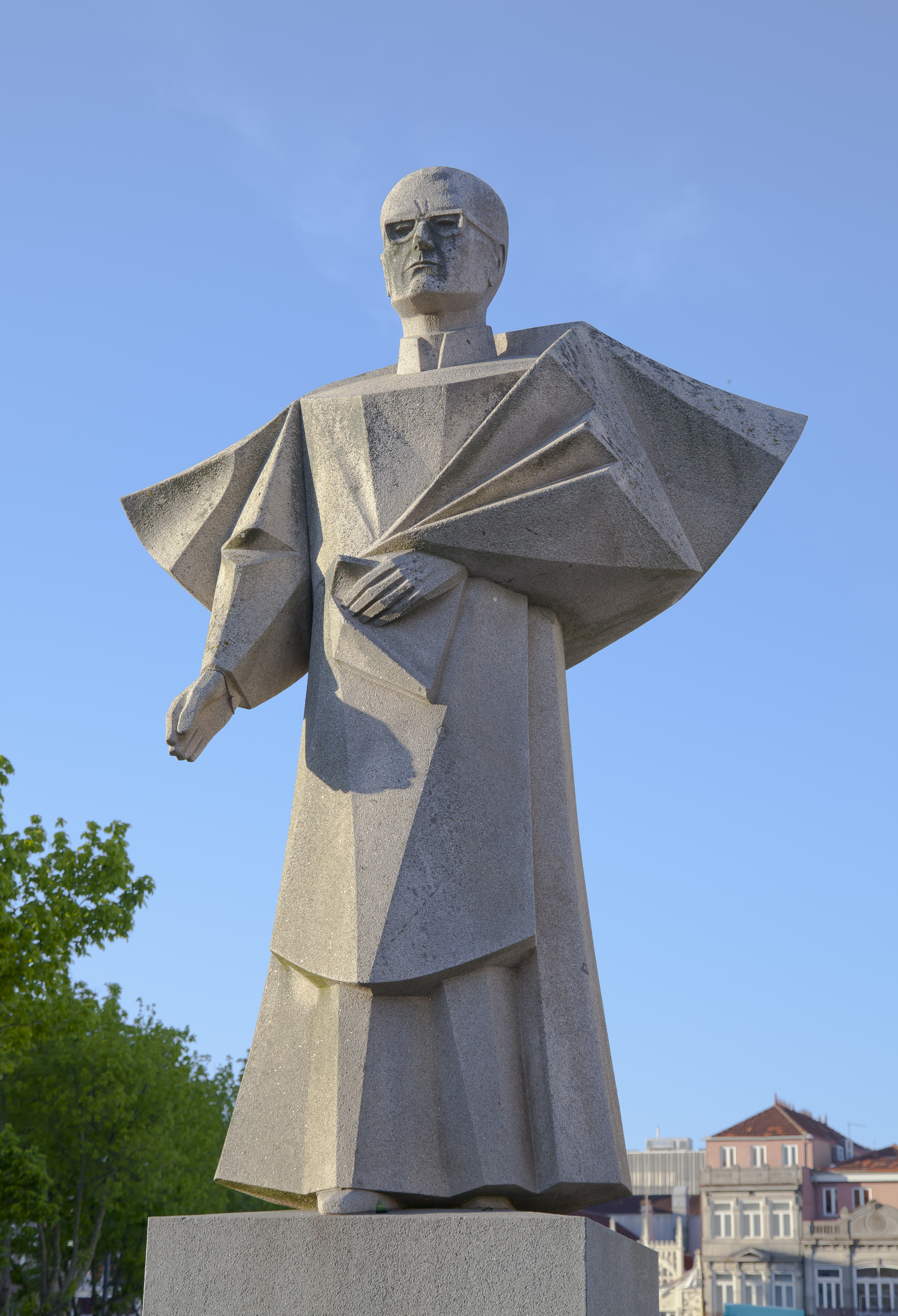
Estátua do bispo António Ferreira Gomes, no Porto

- A Poesia, o Mar e a Terra, na Fonte Luminosa em Setubal (1971).
- D. António Ferreira Gomes, Bispo do Porto (1979), à direita.
- Painel Decorativo - edifico H - ISEP | Politécnico do Porto (1968).